# 千万町茅葺屋敷

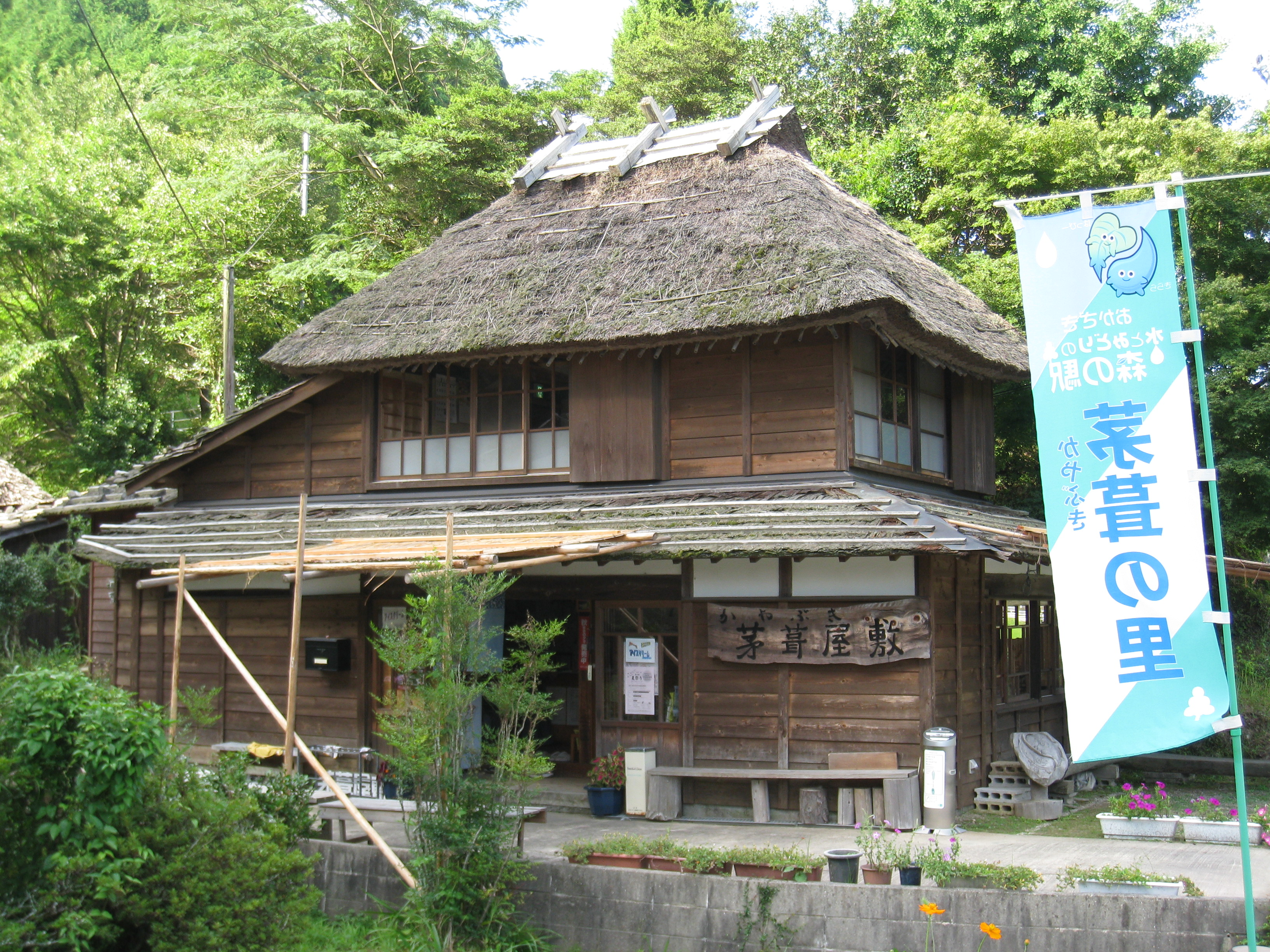
管理棟

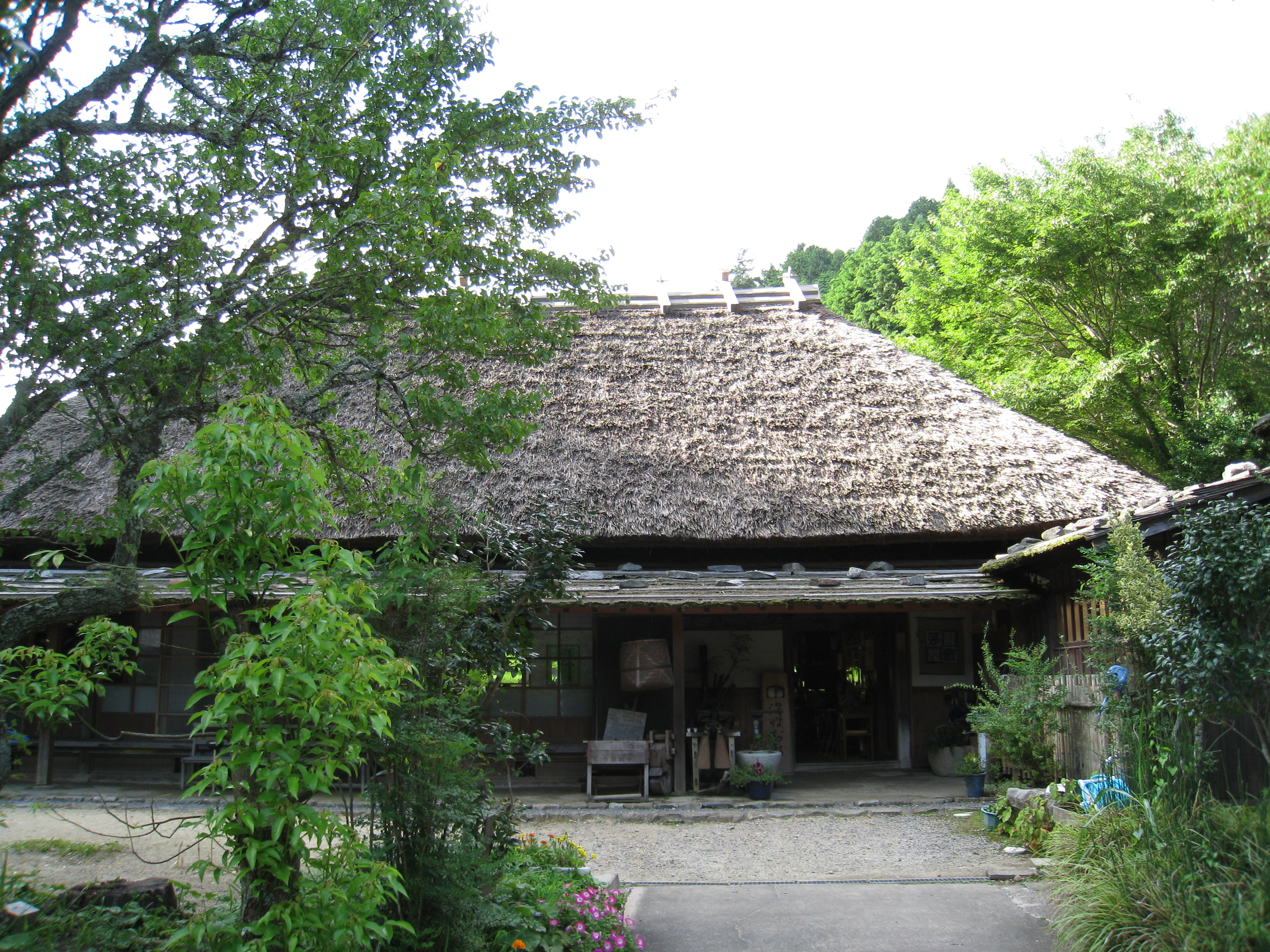
母屋

千万町茅葺屋敷（ぜまんぢょうかやぶきやしき）は、愛知県岡崎市千万町町にある茅葺き屋根の家屋を利用した山村と都市の交流体験施設。正式な名称は「岡崎市千万町茅葺屋敷」。2014年3月末をもって廃止された
住所は岡崎市千万町町竹下32-1。

## 概要
岡崎市東部の旧額田町にあり、地域に残っていた茅葺の農家を利用していた。その目的について、2005年に施行された岡崎市千万町茅葺屋敷条例第1条では「地方自治法第228条及び第244条の2の規定に基づき、茅葺屋敷を中心とした里地里山における自然と共生する生活の体験及び豊かな自然との触れ合いを通じて、自然環境の保全に関する意識の啓発を図る施設」と定められている。
管理運営は、地元の住民による「じさんじょの会」によって行われていた。宿泊ができたほか、蕎麦打ちやこんにゃく作り、布ぞうり作りの体験などもできた。また、サツマイモ、サトイモの植え付けや田植え、餅つきなどの1年を通してイベントを開催していた。
北緯34度58分3.9秒 東経137度22分30.1秒 / 北緯34.967750度 東経137.375028度座標: 北緯34度58分3.9秒 東経137度22分30.1秒 / 北緯34.967750度 東経137.375028度

## 利用規定
- 火曜日定休
- 宿泊や休憩、各体験などは原則として予約制